# Književnost u 1872.
◄◄ | ◄ | 1869. | 1870. | 1871. | 1872.  | 1873. | 1874. | 1875. | ► | ►►
Arhitektura • Astronomija • Biologija • Fotografija • Glazba • Kazalište • Kemija • Kiparstvo • Knjige • Književnost • Kršćanstvo • Meteorologija • Medicina • Planinarstvo • Politika • Pravo • Promet • Slikarstvo • Šport • Znanost • Željeznički promet
Književnost u 1872.

## Svijet

### Književna djela
- Bjesovi Fjodora Mihajloviča Dostojevskog

## Hrvatska i u Hrvata

### Smrti
- 20. travnja – Ljudevit Gaj, hrvatski političar, jezikoslovac, ideolog, novinar i književnik (* 1809.)
- 24. lipnja – Dimitrija Demeter,  hrvatski pjesnik, dramatičar, prevoditelj, publicist, kazališni kritičar, književni i kazališni djelatnik (* 1811.)
- 18. kolovoza – Petar Preradović, hrvatski pjesnik, prevoditelj i general (* 1818.)

## Vanjske poveznice
|  | Zajednički poslužitelj ima još gradiva o temi Književnost u 1872. |